# Jussi Välimäki
Jussi Välimäki (Tampere, 1974. szeptember 10. –) finn raliversenyző.

## Pályafutása

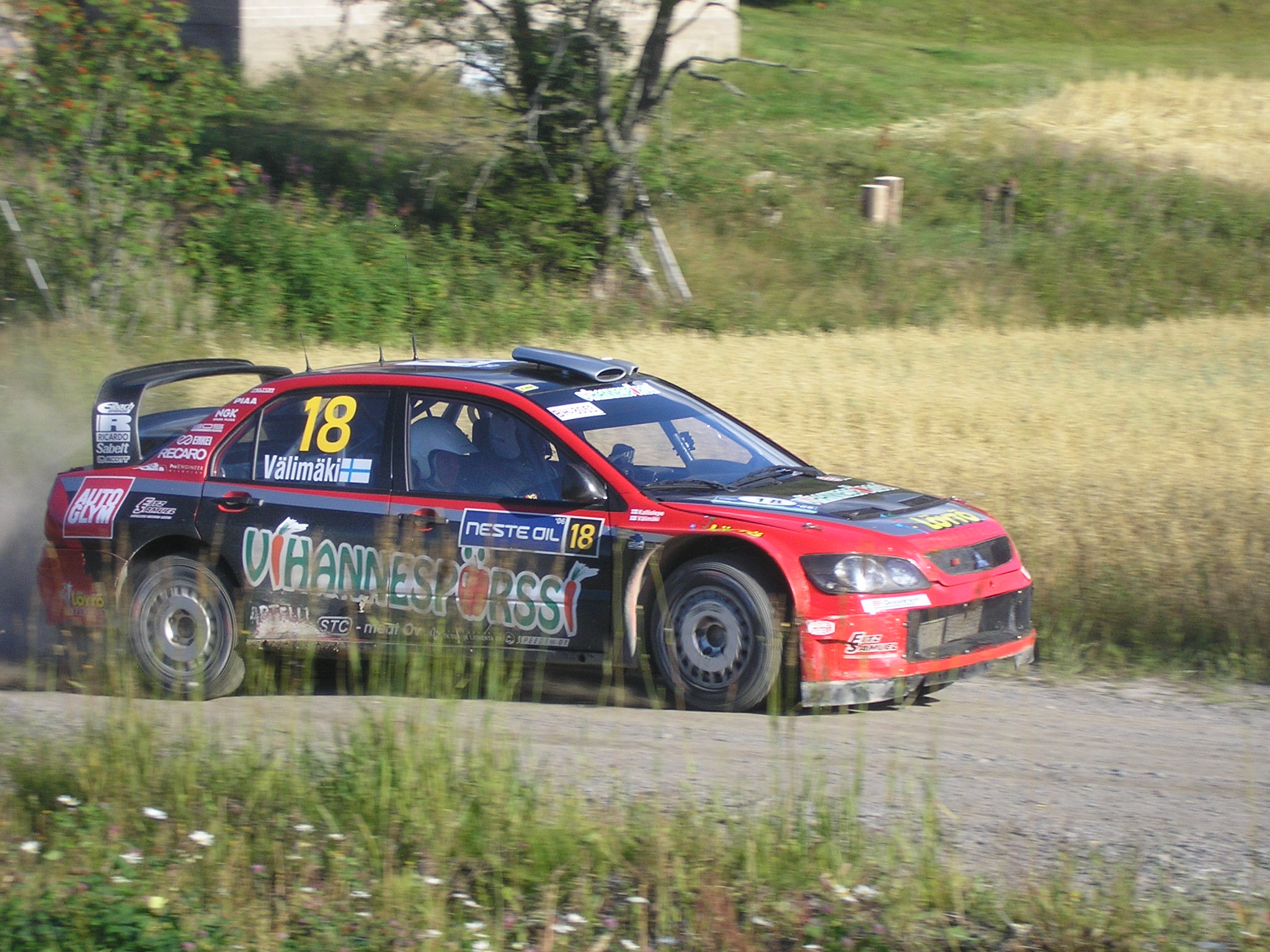
Jussi Välimäki 2006-ban (Mitsubishi)

1998 és 2008 között harminchat világbajnoki versenyen állt rajthoz. 2001-ben és 2002-ben a junior világbajnokság értékelésébe nevezett. Első évében a kilencedik-, még második évében a tizenötödik helyen zárta a sorozatot. 2003-ban négy futamon a Hyundai gyári versenyzője volt. Pályafutása első abszolút világbajnoki pontjait a 2004-es Mexikó-ralin szerezte, amikor is a hetedik helyen ért célba.
Évekig résztvevője volt az ázsia–óceániai ralibajnokság versenyeinek. 2005-ben bajnok lett, még 2007-ben a második helyen zárt. 2007-ben továbbá megnyerte a finn ralibajnokságot is.

## Sikerei
- ázsia–óceániai ralibajnokság
  - Bajnok: 2005
- finn ralibajnokság
  - Bajnok: 2007

## Külső hivatkozások
- Hivatalos honlapja
- Profilja az ewrc.cz honlapon
- Profilja a rallybase.nl honlapon